# 滹沱河
滹沱河（こだが、こだか、拼音: Hūtuó hé）は、中華人民共和国の山西省北部から河北省中部を流れる河川のひとつで、海河水系の西南の支流に属する。
「滹」（こ）は「呼」と読みが同じであり、滹沱河は古くは「虖池」（こち）あるいは「滹池」とも呼ばれた。戦国時代から秦にかけては、呼沱水、呼池水、虖池河などの呼び名もある。沱は「滂沱（ぼうだ）の涙」の沱で、雨が多い様、流れが急な様をあらわす。
滹沱河は山西省北部の忻州市繁峙県に発する。黄土高原の泰戯山のふもとの源流から、忻州市を南へ流れた後に東へ向きを変える。五台山と恒山の間を通り、太行山脈を貫く険しい峡谷を経て華北平原へ出る。石家荘市を東へ流れた後、滄州市の献県で南西から流れてきた滏陽河（ふようが）と合流し子牙河（しがが）となる。
水源から合流点までの距離は513.3kmで、うち山西省内を流れる距離は48.75km。流域は高原や山地が多く、高い山から平坦な華北平原までの落差は大きい。普段は水量が非常に少ないが雨の季節には増水し、平原に出るところでしばしば大水害を起こしたため、治水に水利や発電を兼ねて多数のダムが建設されている。河北省の省都・石家荘市の重要な水源であるが、土壌流失や水量の減少が著しい。